# Joseph Anton Sickinger

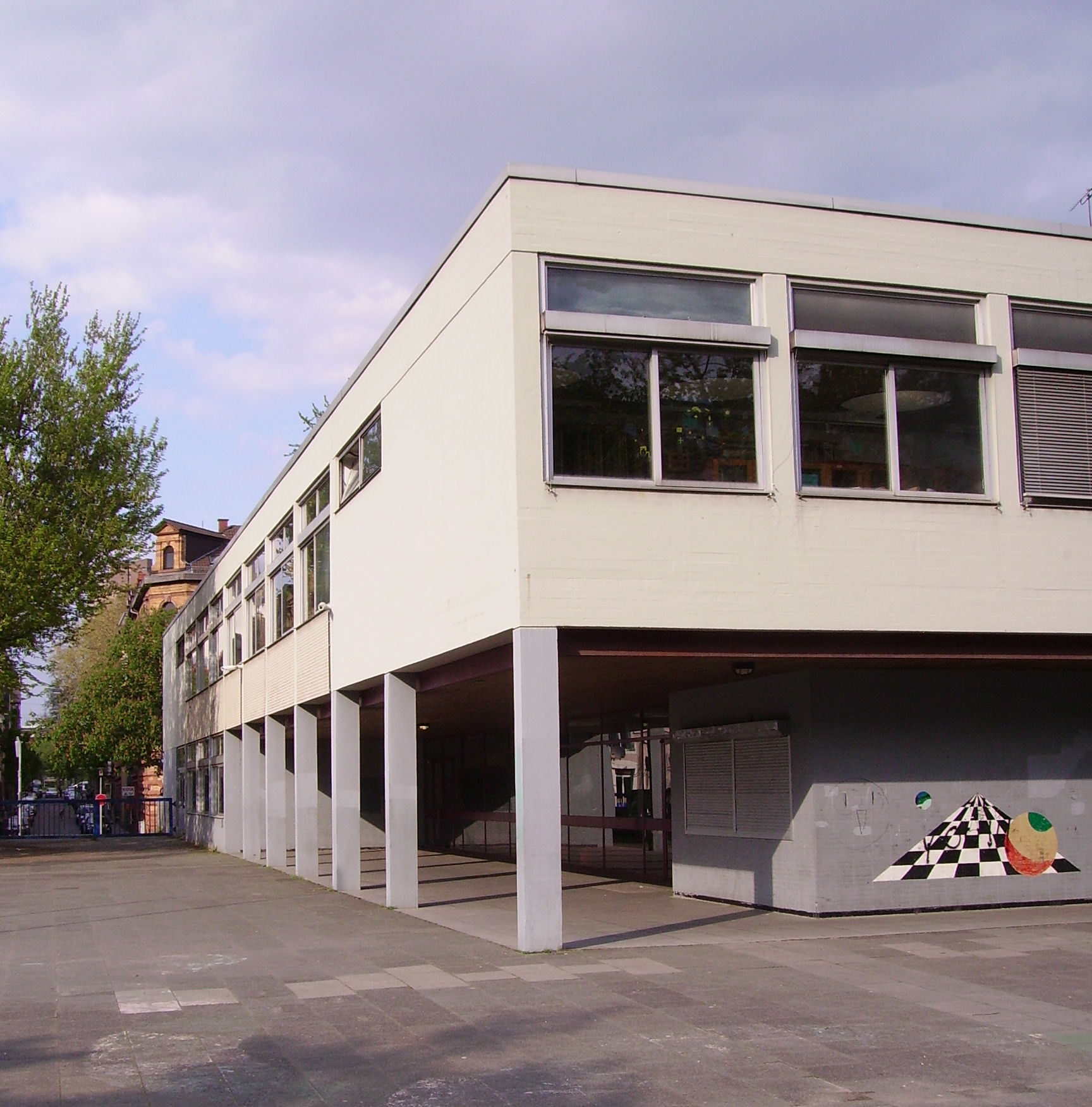
Den tidigare Sickingerschule i Mannheim

Joseph Anton Sickinger, född 21 september 1858 i Harpolingen vid Bad Säckingen, död 3 augusti 1930 i Oberstdorf, var en tysk skolman.
Sickinger grundlade som kommunal folkskoleinspektör i Mannheim (från 1895) det så kallade Mannheimersystemet, vars principer från 1901 tillämpades i Mannheim och, med vissa modifikationer, i en del andra tyska städer samt på några platser även i andra länder. Systemet innebar en reform av den vanliga klassindelningen av eleverna i stora skolor, särskilt i storstädernas folkskolor. Det missförhållande, som systemet avsåg att avhjälpa, var det kvarsittarväsen, som allmänt erkändes vara ofördelaktigt för de svagare elevernas såväl moraliska som intellektuella uppfostran, men som är i större eller mindre utsträckning oundvikligt, när eleverna är fördelade endast på efter varandra följande årsklasser.
Sickinger ansåg sig ha löst svårigheten genom att till de normala årsklasserna lägga särskilda klasser å ena sidan för de i sina studier svagare eleverna, vilka ej kunde följa med i normalklassernas framsteg, och å andra sidan för de bästa begåvningarna, för vilka undervisningen kunde bedrivas snabbare än för normalklassen. Först och främst upprättade han sålunda hjälpklasser för de svagpresterande och å andra sidan för de största begåvningarna dels förberedelseklasser för övergång till de högre läroverken, dels begåvningsklasser med undervisning i främmande språk.
Men inget av detta var något originellt för Mannheimersystemet; motsvarigheter förekom på flera håll. Det särskilt utmärkande var att redan från första klassen hänvisa de icke abnorma barn, som annars skulle bli kvarsittare, till så kallade befordringsklasser (repetitions- eller B-klasser), vilka visserligen i det hela följde samma läroplan som normalklasserna, men med förenklat och minskat lärostoff på flera punkter och med undervisningsmetoder, som särskilt lämpar sig för de svagare begåvningarna. För att särskilt underlätta skollivet för de svagare barnen gavs åt befordringsklasserna de bästa skolsalarna, minskades antalet barn i klassen, lektionerna avkortades, och åt dessa barn lämnades företräde vid utseendet av dem, som skulle få särskilda förmåner som till exempel barnbespisning och tillträde till skollovskolonier.
Sickinger ansåg att hans system vara en tillämpning av principen, att undervisningen "ej skall vara schematiskt enhetlig, utan differentiellt enhetlig". Mot detta system invändes emellertid, att resultatet måste bli det motsatta, schablon stället för verklig individualisering. Den väsentliga skillnaden mellan olika individers begåvning är nämligen ej blott en gradskillnad, utan en artskillnad, olikhet i intressen och personlighet och olika sätt att tänka. Dessa sistnämnda olikheter tillgodosågs inte alls genom Mannheimersystemet. Tvärtom frestades läraren att förbise dem, då systemet gick ut på att bilda "jämna" klasser.
Sickinger träffade med sitt system ej med säkerhet ens gradskillnaderna i begåvning, då fördelningen på de olika linjerna av honom grundades på skolbetygen. Därav följde en överhängande fara att förr eller senare till svagklass hänvisa en verkligt stor begåvning liksom alltid tendensen att öka läxplugget och examensläsningen på bekostnad av mera bildande studier. I den mån som systemet verkligen skulle lyckas att göra klasserna enhetliga med hänsyn till begåvningsgrad och flit, skulle de svagare eleverna berövas den inspiration, som samarbetet med mera begåvade och mera energiska klasskamrater ger.
Sicklinger utvecklade, förordade livligt och försvarade sitt system i flera skrifter, bland annat Organisation grosser Volksschulkörper nach der natürlichen Leistungsfähigkeit der Kinder (1911). Fridtjuv Berg riktade grundlig kritik mot systemet i "Individualitet eller schablon: det är frågan: strödda uppsatser i Svensk läraretidning 1905" (1905).